# .ht
.ht е интернет домейн от първо ниво за Хаити.
Представен е през 1997 г. Администрира се от Бюрото за устойчиво развитие на Хаити (Réseau de Développement Durable d'Haïti).